# 2004-es Tour de Georgia
A 2004-es Tour de Georgia volt a 2. Georgia állambeli kerékpárverseny. Április 20. és április 25. között került megrendezésre, össztávja 1050 kilométer volt. Végső győztes az amerikai Lance Armstrong lett, a német Jens Voigt és a szintén amerikai Chris Horner előtt.

## Szakaszok
|    | Dátum       | Rajt       | Cél       | km    | Szakaszgyőztes       | Összetettben vezető |
| -- | ----------- | ---------- | --------- | ----- | -------------------- | ------------------- |
| 1. | Április 20. | Macon      | Macon     | 132.2 | Gord Fraser          | Gord Fraser         |
| 2. | Április 21. | Thomaston  | Columbus  | 189.9 | Mario Cipollini      | Gord Fraser         |
| 3. | Április 22. | Carrollton | Rome      | 126.2 | Lance Armstrong      | Ivan Dominguez      |
| 4. | Április 23. | Rome       | Rome      | 29.9  | Lance Armstrong      | Lance Armstrong     |
| 5. | Április 24. | Dalton     | Dahlonega | 224.3 | Jason McCartney      | Lance Armstrong     |
| 6. | Április 25. | Athens     | Hiawassee | 224.3 | Cesar Grajales Calle | Lance Armstrong     |

## Végeredmény
|    | Versenyző            | Csapat                                       | Idő           |
| -- | -------------------- | -------------------------------------------- | ------------- |
| 1  | Lance Armstrong      | U.S. Postal Service Pro Cycling Team         | 25 óra 39'20" |
| 2  | Jens Voigt           | Team CSC                                     | + 0'24"       |
| 3  | Chris Horner         | Webcor Builders                              | + 1'01"       |
| 4  | Bobby Julich         | Team CSC                                     | + 1'57"       |
| 5  | Viatcheslav Ekimov   | U.S. Postal Service presented by Berry Floor | + 2'59"       |
| 6  | Cesar Grajales Calle | Jittery Joe's Coffee                         | + 3'07"       |
| 7  | Scott Moninger       | Health Net Presented by Maxxis               | + 3'44"       |
| 8  | Sergio Marinangeli   | Domina Vacanze                               | + 4'06"       |
| 9  | Brian Vandborg       | Team CSC                                     | + 4'52"       |
| 10 | Eric Wohlberg        | Sierra Nevada Cycling                        | + 5'25"       |